# Hernán Ramos
Hernán Ramos Muñoz (* 29. dubna 1929) je bývalý chilský basketbalista.
Byl armádním důstojníkem. Na přelomu 40. a 50. let 20. století reprezentoval Chile na vrcholných akcích. V roce 1950 se zúčastnil prvního světového basketbalového šampionátu. Na tomto turnaji v Buenos Aires získal s chilským týmem bronzovou medaili a v osmi zápasech dosáhl průměru čtyř bodů na utkání. Na Letních olympijských hrách 1952 skončil s chilským družstvem na 5. místě, sám odehrál tři zápasy s průměrem 0,7 bodu na utkání.